# 鎮暴霰彈槍

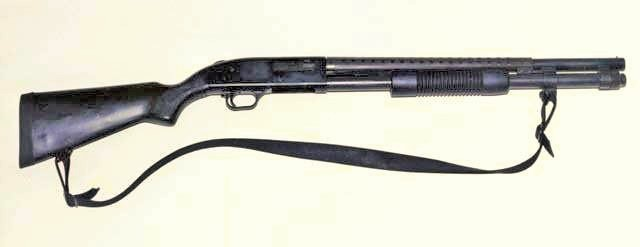
Mossberg 590泵動式鎮暴霰彈槍，有著20英吋長的槍管、黑色塑膠零件與長彈倉

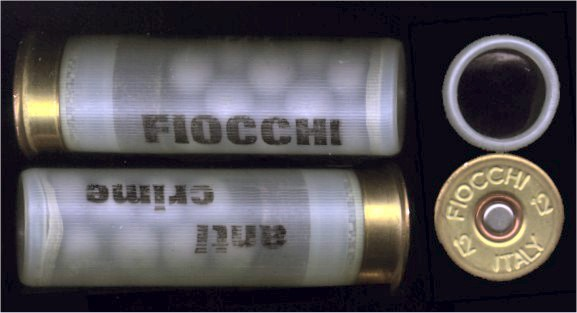
兩發Fiocchi牌的12號徑橡膠鹿彈型霰彈

鎮暴霰彈槍是設計或改裝成用於自衛的霰彈槍，和打獵用的霰彈槍比起來有較短的槍管與更大的裝彈數。鎮暴霰彈槍被軍事人員用於控制暴動和破門而入，執法人員則是拿來作為巡邏時的武器，民眾也會拿來用於住所防禦。這種槍械有時也會被稱作破門霰彈槍、戰術霰彈槍、特殊用途霰彈槍，來表示其多用性，但更可能是促銷廣告用語。